# Aerodramus pelewensis
Aerodramus pelewensis là một loài chim trong họ Apodidae.